# 卡内利
卡内利（義大利語：Canelli），是意大利阿斯蒂省的一个市镇。总面积23.58平方公里，人口10720人，人口密度454.6人/平方公里（2009年）。ISTAT代码为005017。